# Сусаг
Сусаг — царь одного из сармато-аланских племён около 102 года. Возможно участвовал в войне Дакии против Рима.

## Этимология
Имя Сусаг имеется в осетинском языке в виде sūsæg/sosæg в значении «тайный», «скрытый», «секретный». Это осетинское слово является производным от sūs/sos в значении «молчание», «безмолвие» с помощью форманта — æg.

## История
По словам Плиния Младшего из письма к римскому императору Траяну, Сусаг встречался с дакийским царём Децебалом после рейда в Нижнюю Мёзию зимой 101/102 года, передав ему часть добычи:
Апулей, владыка, солдат из Никомедийского поста, написал мне, что некий Каллидром, которого пытались задержать хлебники Максим и Дионисий, как нанявшегося к ним на работу, кинулся к твоей статуе, а когда его привели к магистратам, показал, что он был когда-то рабом у Лаберия Максима, захвачен был в Мёзии Сусагом в плен и отправлен Децебалом в подарок парфянскому царю Пакору, много лет находился у него на службе, а затем бежал и очутился в Никомедии.
Имеется мнение, что Сусаг был царём роксолан. Однако существует предположение, что он был правителем придонских алан.